# Partit Respecte i Llibertat
El Partit Respecte i Llibertat (en hongarès Tisztelet és Szabadság Párt, TISZA), conegut com a Partit Tisza, és un partit polític de centredreta d'Hongria fundat al 2020.

## Història
El partit es va fundar a finals de 2020 amb l'objectiu de presentar-se a les eleccions legislatives de 2022. Rebutjant subvencions i fons estatals, van recaptar 222.000 fòrints en donacions, però malgrat tot no va poder presentar-se a les eleccions d'aquell any. El partit es va mantenir en silenci durant dos anys, fins que l'any 2024 Péter Magyar va anunciar que es presentaria a les properes eleccions al Parlament Europeu. Magyar, exmarit de l'ex-Ministra de Justicia Judit Varga, era conegut a l'escena política hongaresa per dirigir protestes anticorrupció i destapar un escàndol del govern.
El partit va impulsar una estratègia de partit arreplagador, cercant vots de diverses ideologies contraris al govern de Fidesz-KDNP. Magyar va parlar nombroses vegades sobre la creació d'una "tercera força política" a Hongria per a abolir el Sistema de Cooperació Nacional, que segons ell és utilitzat per Fidesz per mantenir el control de la societat. D'igual forma, va descartar col·laborar amb l'oposició, considerant-la còmplice del govern.
Entre d'altres qüestions, durant la campanya va situar la necessitat d'emetre una Ordre judicial per justificar les fonts de riquesa de la societat familiar Orbán - Mészáros - Tiborcz, restablir l'ordre de funcionament de l'estat hongarès, recuperar les relacions europees, proposant també desclassificar els fitxers d'agents de l'època comunista per fer llum sobre els ràpids beneficis personals durant el període de privatització dels anys noranta.
Finalment, el partit va obtenir un 29.6% dels vots i 7 eurodiputats a les eleccions europees, situant-se com a segona força a nivell estatal. El partit es va incorporar al grup del Partit Popular Europeu, del qual ja havia sortit Fidesz el 2021, provocant la marxa també del KDNP com a protesta. El 22 de juliol de 2024, el partit va celebrar una assemblea general de renovació, en la qual Péter Magyar va ser elegit president. 
Més recentment, fruit dels bons resultats en les eleccions el partit destaca en les enquestes d'opinió per a les següents eleccions legislatives.

## Resultats electorals

### Parlament Europeu
| Any  | Líder        | Vots      | %     | Pos. | Escons | +/− | Grup PE |
| ---- | ------------ | --------- | ----- | ---- | ------ | --- | ------- |
| 2024 | Péter Magyar | 1,352,699 | 29.6% | 2n   | 7 / 21 | Nou | PPE     |

### Assemblea General de Budapest
| Any  | Líder        | Vots    | %          | Escons  | +/− |
| ---- | ------------ | ------- | ---------- | ------- | --- |
| 2024 | Péter Magyar | 216,609 | 27.34 (#2) | 10 / 33 | Nou |

## Presidents
| No. | President    | President | Inici mandat         | Final                | Durada           |
| --- | ------------ | --------- | -------------------- | -------------------- | ---------------- |
| 1   | Attila Szabó |           | 23 d'octubre de 2020 | 22 de juliol de 2024 | 3 anys, 273 dies |
| 2   | Péter Magyar |           | 22 de juliol de 2024 | -                    | En el càrrec     |